# Лорейн Дэй
Лорейн Дэй (англ. Laraine Day, 13 октября 1920 — 10 ноября 2007) — американская актриса.

## Биография
Лорейн Дэй, урождённая Ла Рейн Джонсон, родилась в Юте 13 октября 1920 года (некоторые источники указывают другую дату рождения — 13 октября 1917) в семье мормонов. У Лорейн была большая семья, включавшая восемь детей. В шесть лет после просмотра первого в её жизни фильма у девочки появилась мечта стать актрисой.
В 1931 году семья Лорейн переехала в Калифорнию, где и началась её актёрская карьера. Её дебют в кино состоялся в 1937 году в фильме «Стелла Даллас», где у неё была эпизодическая, не указанная в титрах роль. Далее последовали ряд ролей в вестернах кинокомпании RKO, где она снималась под псевдонимом Лорейн Хэйс или под настоящим именем. В 1939 году она подписала контракт с «MGM», где уже работала актриса Рита Джонсон, поэтому Лорейн для своего сценического псевдонима взяла фамилию своего учителя актёрского мастерства Элиаса Дэя в знак благодарности. В том же году она появилась в фильме «Вызывая доктора Килдара», где сыграла медсестру Мэри Ламон, роль которой она позже исполнила ещё в семи фильмах о докторе Килдаре.
Карьера Дэй на студии MGM не сложилась, поскольку ей всегда давали незапоминающиеся роли второго плана в фильмах среднего уровня. Попасть в большое кино ей удавалось лишь изредка, когда руководство MGM «одалживало» актрису другим студиям. Так она сыграла заметную роль в триллере Альфреда Хичкока «Иностранный корреспондент», который вышел на экраны в 1940 году. В том же году Лорейн заменила заболевшую Фрэнсис Ди в фильме Эдварда Смолла «Мой сын, мой сын!», после выхода которого журнал «Life» назвал её многообещающей молодой актрисой, а владельцы кинотеатров выделяли её имя на афишах.
С 1942 по 1947 годы актриса была замужем за певцом Рэем Хендриксем, а в 1947 году она вышла замуж за Лео Дьюрочера, менеджера бейсбольных команд «Бруклин Доджерс» и «Нью-Йорк Джайентс», в этом браке Лорейн родила сына Кристофера и дочь Мишель. Дэй ранее не была поклонницей этого вида спорта, но благодаря браку с Дьюрочером стала известна как «первая леди бейсбола». Она часто сопровождала команду «Джайентс» на матчи, посетила её весенние сборы на Кубе, брала у игроков интервью для телевидения и даже написала в 1952 году книгу «День с „Гигантами“». Хотя после развода с Дьюрочером в 1960 году Дэй призналась, что бейсбол никогда по-настоящему не любила.
В 1961 году Лорейн вышла замуж за телевизионного продюсера Майкла Гриликса, который стал отцом её двоих дочерей, Джиджи и Даны. После их рождения Дэй перестала сниматься в кино и в последующие годы появлялась изредка лишь на телевидении. У неё были роли в таких сериалах как «Час Альфреда Хичкока», «Правосудие Берка», «ФБР», «Лу Грант», «Лодка любви», «Остров фантазий» и «Она написала убийство», где в 1986 году она сыграла свою последнюю роль. Помимо воспитания дочерей Дэй также была активисткой в Церкви Иисуса Христа Святых последних дней.
После смерти мужа в марте 2007 года актриса переехала к дочери в город Ивинс в штате Юта. Там она и умерла 10 ноября того же года в возрасте 87 лет.
За вклад в киноиндустрию Лорейн Дэй удостоена звезды на Голливудской аллее славы по Голливуд-бульвар 6676.

## Избранная фильмография
- 1937 — Стелла Даллас
- 1939 — Сержант Мадден — Айлин Дэйли
- 1939 — Вызывая доктора Килдара — Мэри Ламон
- 1939 — Тарзан находит сына — Миссис Ричард Лэнсинг
- 1939 — Секрет доктора Килдара — Мэри Ламон
- 1940 — Странное дело доктора Килдара — Мэри Ламон
- 1940 — Иностранный корреспондент — Кэрол Фишер
- 1940 — Доктор Килдар едет домой — Мэри Ламон
- 1940 — Кризис доктора Килдара — Мэри Ламон
- 1941 — Народ против доктора Килдара — Мэри Ламон
- 1941 — Свадьба доктора Килдара — Мэри Ламон
- 1942 — Пальцы на окне — Эдвина Браун
- 1943 — Мистер Счастливчик — Дороти Брайант
- 1946 — Медальон — Нэнси Монкс
- 1947 — Магнат — Мора Александр
- 1949 — Моя дорогая секретарша — Стэфани Гейлорд
- 1949 — Женщина на пирсе 13 — Нэн Лоури Коллинз
- 1954 — Великий и могучий — Лидия Райс
- 1960 — Третий голос — Мэриан Форбс